# SN 2006ar
SN 2006ar – supernowa typu Ia odkryta 5 marca 2006 roku w galaktyce M+11-13-36. W momencie odkrycia miała maksymalną jasność 18,20m.